# Pintor de Múnich 1410

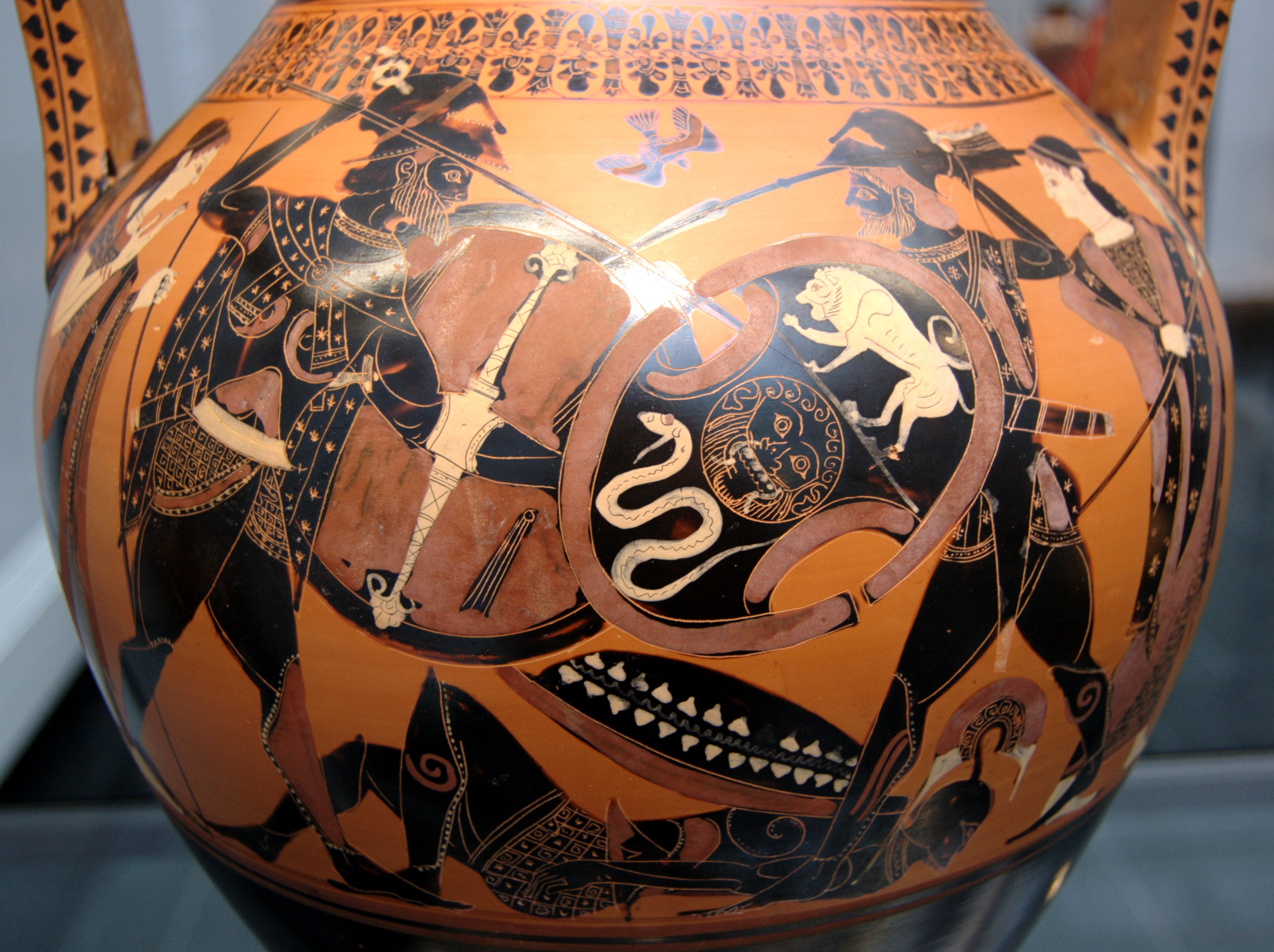
Aquiles y Memnón, entre Tetis y Eos, luchando sobre el cuerpo de Antíloco. Ánfora circa 510 a. C. Múnich: Staatliche Antikensammlungen.

El Pintor de Múnich 1410 fue un ceramógrafo ático de figuras negras, activo en el tercer cuarto del siglo VI a. C. Su nombre real se conoce en la actualidad.
Fue uno de los representantes tardíos del estilo de figuras negras, método que estaba en su fase final debido a la introducción de la cerámica de figuras rojas. Su nombre convencional deriva del nombre de su vaso, conservada en el Staatliche Antikensammlungen  de Múnich (inventario 1410). A pesar de que no es un artista que se considere excepcional, se le atribuyen algunas obras notables.